# Hamza Orlović
Šejh Hamza Orlović (poznat i kao Hamza Bali Bošnjak; Gornja Tuzla, ? − Istanbul, 1577.), bosanskohercegovački je teolog bošnjačkog podrijetla, osnivač i šejh hamzevijskog tarikata, jedinog derviškog reda čiji je osnivač bio jedan Bošnjak.   

## Životopis
Osmanski pisci označavaju Hamzu Orlovića kao predstavnika melamijske frakcije bajramskih derviša, čiji se obredi temelje na sohbetu, a posebno su bili protivni obredu svirke. Hamza Orlović se siromašno oblačio, poput običnog naroda i često je postio.
Hemzevijama se prigovaralo da nisu obavljali vjerske obrede. Oni su vjerovali da na određenom stadijumu u traženju sjedinjenja s Bogom postaje suvišno održavanje obreda kako to čine "obični" vjernici. Za hamzevije je bilo karakteristično odbacivanje muzike (sema), derviških plesova, derviške odjeće i zikra. Borili su se protiv postojećeg društveno-političkog stanja, dok su ideal vidjeli u vraćanju prvobitnom islamu. Smatra se da se Hamzevijski tarikat sastojao od mješovitih islamskih, kršćanskih, odnosno bogumilskih utjecaja. S javnim pristalicama Hamze Orlovića se surovo obračunavao tadašnji vezir Mehmed-paša Sokolović.
Hamza Orlović je odveden Istanbul, gdje je ispitivan i osuđen zbog svog učenja. Tadašnji šejh-ul-islam Ebu Suud ga optužuje kao heretika i mulhida (krivovjerca). U smrtnoj presudi Hamzi Orloviću se kaže sljedeće: Budući da je utvrđeno da je on iznosio neke nazore, kojima se vrijeđa čast našeg pejgambera i da je utvrđeno njegovo potpuno nijekanje proživljavanja i sudnjeg dana, a to sve s pravednim svjedocima detaljno protiv njega dokazano, osudih da je dopušteno pogubiti ovog otpadnika, nakon što je razmotreno njegovo učenje. Zbog velikog broja pristalica među janjičarima u Istanbulu, veliki vezir Mehmed-paša Sokolović tajno pogubljuje Hamzu Orlovića, 6. lipnja 1573. godine.
Hamzinog egzekutora, Mehmed pašu Sokolovića je 11. listopada 1579. u njegovom saraju ubio derviš, porijeklom iz Bosne, koji je po nekima bio pripadnik hamzevijskog tarikata.
Hamzevijski tarikat je djelovao još puna dva stoljeća poslije Hamzine smrti, a broj njenih pristalica prema osmanskim podacima u 17. stoljeću iznosio 80.000 ljudi. Međutim, nije opstao do današnjih dana. Danas nema nijednog pripadnika hamzevijskog tarikata. 

## Vanjske povezice
- Hamza Orlovič: Jedna od najitrigantnijih ličnosti Bosne